# Gualoscytina
Gualoscytina – wymarły rodzaj pluskwiaków z rodziny Scytinopteridae, obejmujący tylko jeden znany gatunek: Gualoscytina mayae.
Gatunek i rodzaj zostały opisane w 2003 roku przez Rafaela G. Martinsa-Neto i Oscara F. Gallego na podstawie skamieniałości skrzydła, którą odkryto w formacji Los Rastros, w argentyńskim Gualo. Pochodzi ona z późnego triasu środkowego lub wczesnego triasu późnego. Epitet gatunkowy nadano na cześć Cathleen May, która zebrała holotyp.
Owad ten miał przednie skrzydło długości 9 mm, liściowate w obrysie i na całej powierzchni pomarszczone, o bardzo wąskiej nasadzie i spiczastym wierzchołku. Wszystkie żyłki podłużne były ciemniej ubarwione. Tylna żyłka subkostalna sięgała do krawędzi kostalnej skrzydła w pobliżu wierzchołka, a przednia żyłka radialna sięgała krawędzi wierzchołkowej skrzydła. Nierozgałęzione tylna żyłka radialna i tylna żyłka medialna brały początek blisko siebie i blisko nasady skrzydła. Przednia żyłka kubitalna była rozdwojona na wysokości punktu początkowego tylnej żyłki medialnej.